# دولت ایالتی و منطقه ای میانمار
دولت ایالتی و منطقه ای میانمار (به لاتین: State and Region Government of Myanmar) یک سازمان دولتی در میانمار است.